# Saransko, Iambol
Saransko (în bulgară Саранско) este un sat în comuna Straldja, regiunea Iambol,  Bulgaria. 

## Demografie
Componența etnică a satului Saransko
     Turci (5,79%)
     Bulgari (90,57%)
     Nicio identificare (0%)
     Altele (3,62%)
La recensământul din 2011, populația satului Saransko era de 138 locuitori. Din punct de vedere etnic, majoritatea locuitorilor (90,57%) erau bulgari, cu o minoritate de turci (5,79%). Pentru 0% din locuitori nu este cunoscută apartenența etnică.